# Lehár-Schikaneder-Schlössl

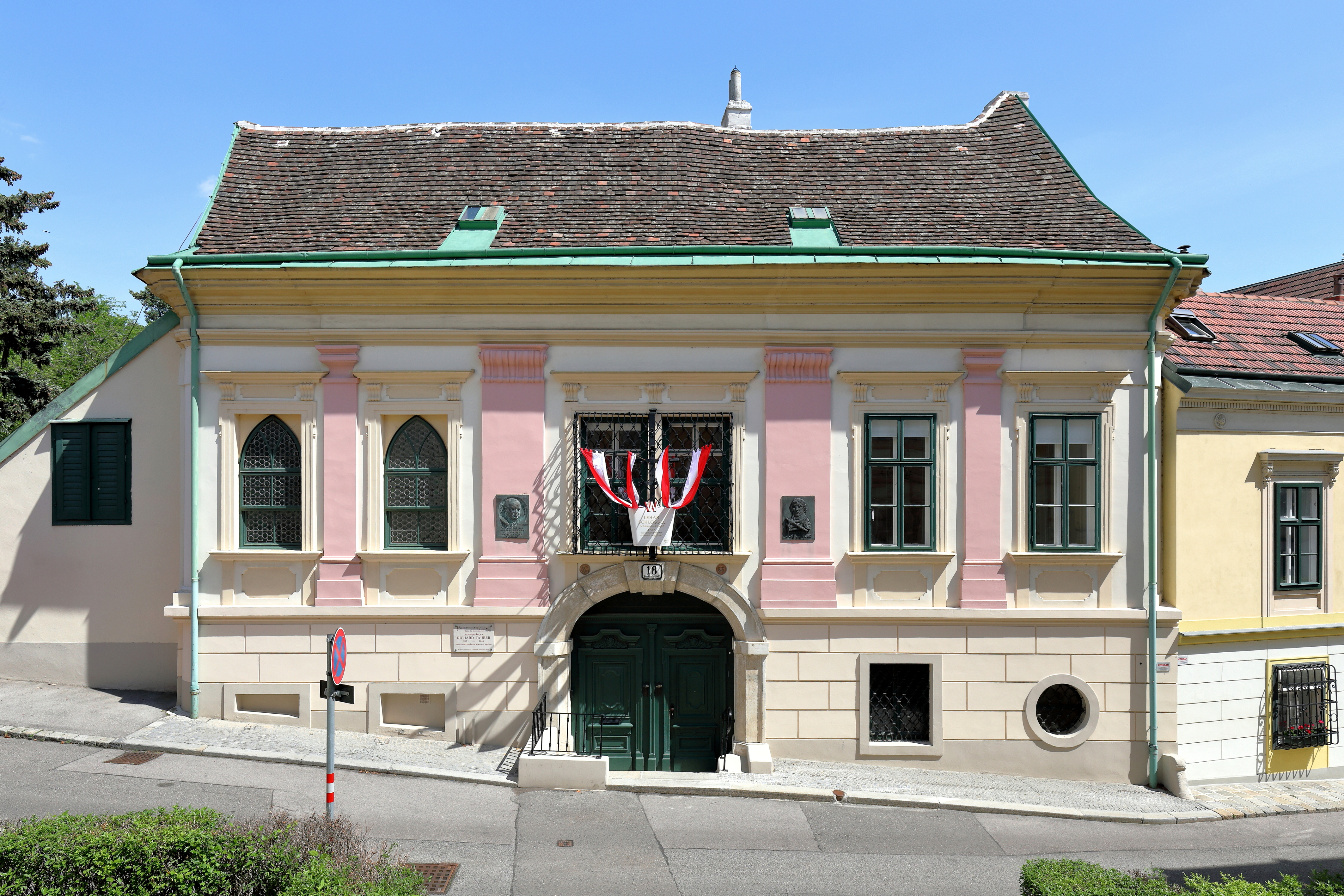
Hackhofergassenseitiger Trakt des Schlössl

Das Lehár-Schikaneder-Schlössl ist ein Gebäude im 19. Wiener Gemeindebezirk Döbling. Es befindet sich im Wiener Heurigenort Nußdorf, in der Hackhofergasse 18, zwischen früheren Weinbauerhäusern und nahe der ehemaligen Brauerei Nußdorf.
Das Schlössl befindet sich in Privatbesitz und ist nur nach Voranmeldung zu besichtigen.

## Geschichte
Ursprünglich ein Freihof, der 1737 in den Besitz von Joachim Georg Gschwandner gelangte. Dieser ließ ihn umbauen und gab ihm im Wesentlichen sein heutiges Aussehen, obwohl er später auch noch mehrfach zu einem Schlössl umgebaut wurde.
Von 1802 bis 1812 wohnte hier mit Unterbrechungen Emanuel Schikaneder, Librettist von Mozarts „Die Zauberflöte“, von 1932 bis 1944 der Operettenkomponist Franz Lehár, der in dieser Zeit „Giuditta“ verfasste. Der Salon im Obergeschoß beherbergt Gemälde, Fotos und Schriftstücke zur Erinnerung an beide Künstler. Ferner finden sich auch zahlreiche Erinnerungsstücke an Anton Freiherr von Lehár, Träger des Militär-Marien-Theresien-Ordens und Bruder des Komponisten, der hier bis zum Tode 1962 lebte.